# Regulile jocului de șah
Regulile jocului de șah sunt reguli care guvernează modul de a juca șah. În timp ce originile exacte ale șahului sunt neclare, regulile moderne au fost luate mai întâi din Italia în timpul secolului al șaisprezecelea. Regulile au continuat a fi ușor modificate până la începutul secolului al XXI-lea, când ele au ajuns la forma curentă. Regulile de asemenea variau din loc în loc. Astăzi Federația Internațională de Șah (FIDE), cunoscută de asemenea ca Organizația Internațională de Șah, stabilește regulile standard, cu modificări neînsemnate făcute de unele organizații naționale pentru propriile lor obiective. Schimbări mici de reguli există și la șahul blitz, șahul prin corespondență, șahul online și variantele de șah.
Șahul este un joc jucat de două persoane pe o tablă de șah, cu 32 piese (câte 16 pentru fiecare jucător) de șase tipuri. Fiecare tip de piesă este mutată pe tablă într-un mod diferit. Scopul jocului este de a da mat, adică de a ataca regele în așa fel încât capturarea sa să fie inevitabilă. Jocul nu trebuie neapărat să se termine cu mat — jucătorii pot și ceda, dacă cred că vor pierde. În plus există diferite căi de a termina jocul cu remiză (egalitate).
Pe lângă mișcările pieselor, regulile guvernează și echipamentul folosit, controlul timpului, comportamentul și etica jucătorilor, acomodări pentru jucătorii cu dizabilități, înregistrarea mutărilor folosind notația precum și procedurile folosite pentru neregulile din timpul jocului.
Șirurile albe de pe tablă sunt marcate cu litere, de la a la h, de la stânga albului (flancul damei) la dreapta albului (flancul regelui). Similar, liniile orizontale sunt numerotate de la 1 la 8, începând cu linia de lângă alb. Astfel, fiecare pătrățel de pe tablă poate fi identificat cu litera verticalei și cu numărul orizontalei sale. Regele alb, de exemplu, începe jocul de pe pătrățelul e1, iar unul din cei doi cai negri de pe b8 și poate muta pe a6 și c6.

## Structura inițială
|   | a | b | c | d | e | f | g | h |   |
| 8 | a8 black rook · b8 black knight · c8 black bishop · d8 black queen · e8 black king · f8 black bishop · g8 black knight · h8 black rook · a7 black pawn · b7 black pawn · c7 black pawn · d7 black pawn · e7 black pawn · f7 black pawn · g7 black pawn · h7 black pawn · a2 white pawn · b2 white pawn · c2 white pawn · d2 white pawn · e2 white pawn · f2 white pawn · g2 white pawn · h2 white pawn · a1 white rook · b1 white knight · c1 white bishop · d1 white queen · e1 white king · f1 white bishop · g1 white knight · h1 white rook | a8 black rook · b8 black knight · c8 black bishop · d8 black queen · e8 black king · f8 black bishop · g8 black knight · h8 black rook · a7 black pawn · b7 black pawn · c7 black pawn · d7 black pawn · e7 black pawn · f7 black pawn · g7 black pawn · h7 black pawn · a2 white pawn · b2 white pawn · c2 white pawn · d2 white pawn · e2 white pawn · f2 white pawn · g2 white pawn · h2 white pawn · a1 white rook · b1 white knight · c1 white bishop · d1 white queen · e1 white king · f1 white bishop · g1 white knight · h1 white rook | a8 black rook · b8 black knight · c8 black bishop · d8 black queen · e8 black king · f8 black bishop · g8 black knight · h8 black rook · a7 black pawn · b7 black pawn · c7 black pawn · d7 black pawn · e7 black pawn · f7 black pawn · g7 black pawn · h7 black pawn · a2 white pawn · b2 white pawn · c2 white pawn · d2 white pawn · e2 white pawn · f2 white pawn · g2 white pawn · h2 white pawn · a1 white rook · b1 white knight · c1 white bishop · d1 white queen · e1 white king · f1 white bishop · g1 white knight · h1 white rook | a8 black rook · b8 black knight · c8 black bishop · d8 black queen · e8 black king · f8 black bishop · g8 black knight · h8 black rook · a7 black pawn · b7 black pawn · c7 black pawn · d7 black pawn · e7 black pawn · f7 black pawn · g7 black pawn · h7 black pawn · a2 white pawn · b2 white pawn · c2 white pawn · d2 white pawn · e2 white pawn · f2 white pawn · g2 white pawn · h2 white pawn · a1 white rook · b1 white knight · c1 white bishop · d1 white queen · e1 white king · f1 white bishop · g1 white knight · h1 white rook | a8 black rook · b8 black knight · c8 black bishop · d8 black queen · e8 black king · f8 black bishop · g8 black knight · h8 black rook · a7 black pawn · b7 black pawn · c7 black pawn · d7 black pawn · e7 black pawn · f7 black pawn · g7 black pawn · h7 black pawn · a2 white pawn · b2 white pawn · c2 white pawn · d2 white pawn · e2 white pawn · f2 white pawn · g2 white pawn · h2 white pawn · a1 white rook · b1 white knight · c1 white bishop · d1 white queen · e1 white king · f1 white bishop · g1 white knight · h1 white rook | a8 black rook · b8 black knight · c8 black bishop · d8 black queen · e8 black king · f8 black bishop · g8 black knight · h8 black rook · a7 black pawn · b7 black pawn · c7 black pawn · d7 black pawn · e7 black pawn · f7 black pawn · g7 black pawn · h7 black pawn · a2 white pawn · b2 white pawn · c2 white pawn · d2 white pawn · e2 white pawn · f2 white pawn · g2 white pawn · h2 white pawn · a1 white rook · b1 white knight · c1 white bishop · d1 white queen · e1 white king · f1 white bishop · g1 white knight · h1 white rook | a8 black rook · b8 black knight · c8 black bishop · d8 black queen · e8 black king · f8 black bishop · g8 black knight · h8 black rook · a7 black pawn · b7 black pawn · c7 black pawn · d7 black pawn · e7 black pawn · f7 black pawn · g7 black pawn · h7 black pawn · a2 white pawn · b2 white pawn · c2 white pawn · d2 white pawn · e2 white pawn · f2 white pawn · g2 white pawn · h2 white pawn · a1 white rook · b1 white knight · c1 white bishop · d1 white queen · e1 white king · f1 white bishop · g1 white knight · h1 white rook | a8 black rook · b8 black knight · c8 black bishop · d8 black queen · e8 black king · f8 black bishop · g8 black knight · h8 black rook · a7 black pawn · b7 black pawn · c7 black pawn · d7 black pawn · e7 black pawn · f7 black pawn · g7 black pawn · h7 black pawn · a2 white pawn · b2 white pawn · c2 white pawn · d2 white pawn · e2 white pawn · f2 white pawn · g2 white pawn · h2 white pawn · a1 white rook · b1 white knight · c1 white bishop · d1 white queen · e1 white king · f1 white bishop · g1 white knight · h1 white rook | 8 |
| 7 | a8 black rook · b8 black knight · c8 black bishop · d8 black queen · e8 black king · f8 black bishop · g8 black knight · h8 black rook · a7 black pawn · b7 black pawn · c7 black pawn · d7 black pawn · e7 black pawn · f7 black pawn · g7 black pawn · h7 black pawn · a2 white pawn · b2 white pawn · c2 white pawn · d2 white pawn · e2 white pawn · f2 white pawn · g2 white pawn · h2 white pawn · a1 white rook · b1 white knight · c1 white bishop · d1 white queen · e1 white king · f1 white bishop · g1 white knight · h1 white rook | a8 black rook · b8 black knight · c8 black bishop · d8 black queen · e8 black king · f8 black bishop · g8 black knight · h8 black rook · a7 black pawn · b7 black pawn · c7 black pawn · d7 black pawn · e7 black pawn · f7 black pawn · g7 black pawn · h7 black pawn · a2 white pawn · b2 white pawn · c2 white pawn · d2 white pawn · e2 white pawn · f2 white pawn · g2 white pawn · h2 white pawn · a1 white rook · b1 white knight · c1 white bishop · d1 white queen · e1 white king · f1 white bishop · g1 white knight · h1 white rook | a8 black rook · b8 black knight · c8 black bishop · d8 black queen · e8 black king · f8 black bishop · g8 black knight · h8 black rook · a7 black pawn · b7 black pawn · c7 black pawn · d7 black pawn · e7 black pawn · f7 black pawn · g7 black pawn · h7 black pawn · a2 white pawn · b2 white pawn · c2 white pawn · d2 white pawn · e2 white pawn · f2 white pawn · g2 white pawn · h2 white pawn · a1 white rook · b1 white knight · c1 white bishop · d1 white queen · e1 white king · f1 white bishop · g1 white knight · h1 white rook | a8 black rook · b8 black knight · c8 black bishop · d8 black queen · e8 black king · f8 black bishop · g8 black knight · h8 black rook · a7 black pawn · b7 black pawn · c7 black pawn · d7 black pawn · e7 black pawn · f7 black pawn · g7 black pawn · h7 black pawn · a2 white pawn · b2 white pawn · c2 white pawn · d2 white pawn · e2 white pawn · f2 white pawn · g2 white pawn · h2 white pawn · a1 white rook · b1 white knight · c1 white bishop · d1 white queen · e1 white king · f1 white bishop · g1 white knight · h1 white rook | a8 black rook · b8 black knight · c8 black bishop · d8 black queen · e8 black king · f8 black bishop · g8 black knight · h8 black rook · a7 black pawn · b7 black pawn · c7 black pawn · d7 black pawn · e7 black pawn · f7 black pawn · g7 black pawn · h7 black pawn · a2 white pawn · b2 white pawn · c2 white pawn · d2 white pawn · e2 white pawn · f2 white pawn · g2 white pawn · h2 white pawn · a1 white rook · b1 white knight · c1 white bishop · d1 white queen · e1 white king · f1 white bishop · g1 white knight · h1 white rook | a8 black rook · b8 black knight · c8 black bishop · d8 black queen · e8 black king · f8 black bishop · g8 black knight · h8 black rook · a7 black pawn · b7 black pawn · c7 black pawn · d7 black pawn · e7 black pawn · f7 black pawn · g7 black pawn · h7 black pawn · a2 white pawn · b2 white pawn · c2 white pawn · d2 white pawn · e2 white pawn · f2 white pawn · g2 white pawn · h2 white pawn · a1 white rook · b1 white knight · c1 white bishop · d1 white queen · e1 white king · f1 white bishop · g1 white knight · h1 white rook | a8 black rook · b8 black knight · c8 black bishop · d8 black queen · e8 black king · f8 black bishop · g8 black knight · h8 black rook · a7 black pawn · b7 black pawn · c7 black pawn · d7 black pawn · e7 black pawn · f7 black pawn · g7 black pawn · h7 black pawn · a2 white pawn · b2 white pawn · c2 white pawn · d2 white pawn · e2 white pawn · f2 white pawn · g2 white pawn · h2 white pawn · a1 white rook · b1 white knight · c1 white bishop · d1 white queen · e1 white king · f1 white bishop · g1 white knight · h1 white rook | a8 black rook · b8 black knight · c8 black bishop · d8 black queen · e8 black king · f8 black bishop · g8 black knight · h8 black rook · a7 black pawn · b7 black pawn · c7 black pawn · d7 black pawn · e7 black pawn · f7 black pawn · g7 black pawn · h7 black pawn · a2 white pawn · b2 white pawn · c2 white pawn · d2 white pawn · e2 white pawn · f2 white pawn · g2 white pawn · h2 white pawn · a1 white rook · b1 white knight · c1 white bishop · d1 white queen · e1 white king · f1 white bishop · g1 white knight · h1 white rook | 7 |
| 6 | a8 black rook · b8 black knight · c8 black bishop · d8 black queen · e8 black king · f8 black bishop · g8 black knight · h8 black rook · a7 black pawn · b7 black pawn · c7 black pawn · d7 black pawn · e7 black pawn · f7 black pawn · g7 black pawn · h7 black pawn · a2 white pawn · b2 white pawn · c2 white pawn · d2 white pawn · e2 white pawn · f2 white pawn · g2 white pawn · h2 white pawn · a1 white rook · b1 white knight · c1 white bishop · d1 white queen · e1 white king · f1 white bishop · g1 white knight · h1 white rook | a8 black rook · b8 black knight · c8 black bishop · d8 black queen · e8 black king · f8 black bishop · g8 black knight · h8 black rook · a7 black pawn · b7 black pawn · c7 black pawn · d7 black pawn · e7 black pawn · f7 black pawn · g7 black pawn · h7 black pawn · a2 white pawn · b2 white pawn · c2 white pawn · d2 white pawn · e2 white pawn · f2 white pawn · g2 white pawn · h2 white pawn · a1 white rook · b1 white knight · c1 white bishop · d1 white queen · e1 white king · f1 white bishop · g1 white knight · h1 white rook | a8 black rook · b8 black knight · c8 black bishop · d8 black queen · e8 black king · f8 black bishop · g8 black knight · h8 black rook · a7 black pawn · b7 black pawn · c7 black pawn · d7 black pawn · e7 black pawn · f7 black pawn · g7 black pawn · h7 black pawn · a2 white pawn · b2 white pawn · c2 white pawn · d2 white pawn · e2 white pawn · f2 white pawn · g2 white pawn · h2 white pawn · a1 white rook · b1 white knight · c1 white bishop · d1 white queen · e1 white king · f1 white bishop · g1 white knight · h1 white rook | a8 black rook · b8 black knight · c8 black bishop · d8 black queen · e8 black king · f8 black bishop · g8 black knight · h8 black rook · a7 black pawn · b7 black pawn · c7 black pawn · d7 black pawn · e7 black pawn · f7 black pawn · g7 black pawn · h7 black pawn · a2 white pawn · b2 white pawn · c2 white pawn · d2 white pawn · e2 white pawn · f2 white pawn · g2 white pawn · h2 white pawn · a1 white rook · b1 white knight · c1 white bishop · d1 white queen · e1 white king · f1 white bishop · g1 white knight · h1 white rook | a8 black rook · b8 black knight · c8 black bishop · d8 black queen · e8 black king · f8 black bishop · g8 black knight · h8 black rook · a7 black pawn · b7 black pawn · c7 black pawn · d7 black pawn · e7 black pawn · f7 black pawn · g7 black pawn · h7 black pawn · a2 white pawn · b2 white pawn · c2 white pawn · d2 white pawn · e2 white pawn · f2 white pawn · g2 white pawn · h2 white pawn · a1 white rook · b1 white knight · c1 white bishop · d1 white queen · e1 white king · f1 white bishop · g1 white knight · h1 white rook | a8 black rook · b8 black knight · c8 black bishop · d8 black queen · e8 black king · f8 black bishop · g8 black knight · h8 black rook · a7 black pawn · b7 black pawn · c7 black pawn · d7 black pawn · e7 black pawn · f7 black pawn · g7 black pawn · h7 black pawn · a2 white pawn · b2 white pawn · c2 white pawn · d2 white pawn · e2 white pawn · f2 white pawn · g2 white pawn · h2 white pawn · a1 white rook · b1 white knight · c1 white bishop · d1 white queen · e1 white king · f1 white bishop · g1 white knight · h1 white rook | a8 black rook · b8 black knight · c8 black bishop · d8 black queen · e8 black king · f8 black bishop · g8 black knight · h8 black rook · a7 black pawn · b7 black pawn · c7 black pawn · d7 black pawn · e7 black pawn · f7 black pawn · g7 black pawn · h7 black pawn · a2 white pawn · b2 white pawn · c2 white pawn · d2 white pawn · e2 white pawn · f2 white pawn · g2 white pawn · h2 white pawn · a1 white rook · b1 white knight · c1 white bishop · d1 white queen · e1 white king · f1 white bishop · g1 white knight · h1 white rook | a8 black rook · b8 black knight · c8 black bishop · d8 black queen · e8 black king · f8 black bishop · g8 black knight · h8 black rook · a7 black pawn · b7 black pawn · c7 black pawn · d7 black pawn · e7 black pawn · f7 black pawn · g7 black pawn · h7 black pawn · a2 white pawn · b2 white pawn · c2 white pawn · d2 white pawn · e2 white pawn · f2 white pawn · g2 white pawn · h2 white pawn · a1 white rook · b1 white knight · c1 white bishop · d1 white queen · e1 white king · f1 white bishop · g1 white knight · h1 white rook | 6 |
| 5 | a8 black rook · b8 black knight · c8 black bishop · d8 black queen · e8 black king · f8 black bishop · g8 black knight · h8 black rook · a7 black pawn · b7 black pawn · c7 black pawn · d7 black pawn · e7 black pawn · f7 black pawn · g7 black pawn · h7 black pawn · a2 white pawn · b2 white pawn · c2 white pawn · d2 white pawn · e2 white pawn · f2 white pawn · g2 white pawn · h2 white pawn · a1 white rook · b1 white knight · c1 white bishop · d1 white queen · e1 white king · f1 white bishop · g1 white knight · h1 white rook | a8 black rook · b8 black knight · c8 black bishop · d8 black queen · e8 black king · f8 black bishop · g8 black knight · h8 black rook · a7 black pawn · b7 black pawn · c7 black pawn · d7 black pawn · e7 black pawn · f7 black pawn · g7 black pawn · h7 black pawn · a2 white pawn · b2 white pawn · c2 white pawn · d2 white pawn · e2 white pawn · f2 white pawn · g2 white pawn · h2 white pawn · a1 white rook · b1 white knight · c1 white bishop · d1 white queen · e1 white king · f1 white bishop · g1 white knight · h1 white rook | a8 black rook · b8 black knight · c8 black bishop · d8 black queen · e8 black king · f8 black bishop · g8 black knight · h8 black rook · a7 black pawn · b7 black pawn · c7 black pawn · d7 black pawn · e7 black pawn · f7 black pawn · g7 black pawn · h7 black pawn · a2 white pawn · b2 white pawn · c2 white pawn · d2 white pawn · e2 white pawn · f2 white pawn · g2 white pawn · h2 white pawn · a1 white rook · b1 white knight · c1 white bishop · d1 white queen · e1 white king · f1 white bishop · g1 white knight · h1 white rook | a8 black rook · b8 black knight · c8 black bishop · d8 black queen · e8 black king · f8 black bishop · g8 black knight · h8 black rook · a7 black pawn · b7 black pawn · c7 black pawn · d7 black pawn · e7 black pawn · f7 black pawn · g7 black pawn · h7 black pawn · a2 white pawn · b2 white pawn · c2 white pawn · d2 white pawn · e2 white pawn · f2 white pawn · g2 white pawn · h2 white pawn · a1 white rook · b1 white knight · c1 white bishop · d1 white queen · e1 white king · f1 white bishop · g1 white knight · h1 white rook | a8 black rook · b8 black knight · c8 black bishop · d8 black queen · e8 black king · f8 black bishop · g8 black knight · h8 black rook · a7 black pawn · b7 black pawn · c7 black pawn · d7 black pawn · e7 black pawn · f7 black pawn · g7 black pawn · h7 black pawn · a2 white pawn · b2 white pawn · c2 white pawn · d2 white pawn · e2 white pawn · f2 white pawn · g2 white pawn · h2 white pawn · a1 white rook · b1 white knight · c1 white bishop · d1 white queen · e1 white king · f1 white bishop · g1 white knight · h1 white rook | a8 black rook · b8 black knight · c8 black bishop · d8 black queen · e8 black king · f8 black bishop · g8 black knight · h8 black rook · a7 black pawn · b7 black pawn · c7 black pawn · d7 black pawn · e7 black pawn · f7 black pawn · g7 black pawn · h7 black pawn · a2 white pawn · b2 white pawn · c2 white pawn · d2 white pawn · e2 white pawn · f2 white pawn · g2 white pawn · h2 white pawn · a1 white rook · b1 white knight · c1 white bishop · d1 white queen · e1 white king · f1 white bishop · g1 white knight · h1 white rook | a8 black rook · b8 black knight · c8 black bishop · d8 black queen · e8 black king · f8 black bishop · g8 black knight · h8 black rook · a7 black pawn · b7 black pawn · c7 black pawn · d7 black pawn · e7 black pawn · f7 black pawn · g7 black pawn · h7 black pawn · a2 white pawn · b2 white pawn · c2 white pawn · d2 white pawn · e2 white pawn · f2 white pawn · g2 white pawn · h2 white pawn · a1 white rook · b1 white knight · c1 white bishop · d1 white queen · e1 white king · f1 white bishop · g1 white knight · h1 white rook | a8 black rook · b8 black knight · c8 black bishop · d8 black queen · e8 black king · f8 black bishop · g8 black knight · h8 black rook · a7 black pawn · b7 black pawn · c7 black pawn · d7 black pawn · e7 black pawn · f7 black pawn · g7 black pawn · h7 black pawn · a2 white pawn · b2 white pawn · c2 white pawn · d2 white pawn · e2 white pawn · f2 white pawn · g2 white pawn · h2 white pawn · a1 white rook · b1 white knight · c1 white bishop · d1 white queen · e1 white king · f1 white bishop · g1 white knight · h1 white rook | 5 |
| 4 | a8 black rook · b8 black knight · c8 black bishop · d8 black queen · e8 black king · f8 black bishop · g8 black knight · h8 black rook · a7 black pawn · b7 black pawn · c7 black pawn · d7 black pawn · e7 black pawn · f7 black pawn · g7 black pawn · h7 black pawn · a2 white pawn · b2 white pawn · c2 white pawn · d2 white pawn · e2 white pawn · f2 white pawn · g2 white pawn · h2 white pawn · a1 white rook · b1 white knight · c1 white bishop · d1 white queen · e1 white king · f1 white bishop · g1 white knight · h1 white rook | a8 black rook · b8 black knight · c8 black bishop · d8 black queen · e8 black king · f8 black bishop · g8 black knight · h8 black rook · a7 black pawn · b7 black pawn · c7 black pawn · d7 black pawn · e7 black pawn · f7 black pawn · g7 black pawn · h7 black pawn · a2 white pawn · b2 white pawn · c2 white pawn · d2 white pawn · e2 white pawn · f2 white pawn · g2 white pawn · h2 white pawn · a1 white rook · b1 white knight · c1 white bishop · d1 white queen · e1 white king · f1 white bishop · g1 white knight · h1 white rook | a8 black rook · b8 black knight · c8 black bishop · d8 black queen · e8 black king · f8 black bishop · g8 black knight · h8 black rook · a7 black pawn · b7 black pawn · c7 black pawn · d7 black pawn · e7 black pawn · f7 black pawn · g7 black pawn · h7 black pawn · a2 white pawn · b2 white pawn · c2 white pawn · d2 white pawn · e2 white pawn · f2 white pawn · g2 white pawn · h2 white pawn · a1 white rook · b1 white knight · c1 white bishop · d1 white queen · e1 white king · f1 white bishop · g1 white knight · h1 white rook | a8 black rook · b8 black knight · c8 black bishop · d8 black queen · e8 black king · f8 black bishop · g8 black knight · h8 black rook · a7 black pawn · b7 black pawn · c7 black pawn · d7 black pawn · e7 black pawn · f7 black pawn · g7 black pawn · h7 black pawn · a2 white pawn · b2 white pawn · c2 white pawn · d2 white pawn · e2 white pawn · f2 white pawn · g2 white pawn · h2 white pawn · a1 white rook · b1 white knight · c1 white bishop · d1 white queen · e1 white king · f1 white bishop · g1 white knight · h1 white rook | a8 black rook · b8 black knight · c8 black bishop · d8 black queen · e8 black king · f8 black bishop · g8 black knight · h8 black rook · a7 black pawn · b7 black pawn · c7 black pawn · d7 black pawn · e7 black pawn · f7 black pawn · g7 black pawn · h7 black pawn · a2 white pawn · b2 white pawn · c2 white pawn · d2 white pawn · e2 white pawn · f2 white pawn · g2 white pawn · h2 white pawn · a1 white rook · b1 white knight · c1 white bishop · d1 white queen · e1 white king · f1 white bishop · g1 white knight · h1 white rook | a8 black rook · b8 black knight · c8 black bishop · d8 black queen · e8 black king · f8 black bishop · g8 black knight · h8 black rook · a7 black pawn · b7 black pawn · c7 black pawn · d7 black pawn · e7 black pawn · f7 black pawn · g7 black pawn · h7 black pawn · a2 white pawn · b2 white pawn · c2 white pawn · d2 white pawn · e2 white pawn · f2 white pawn · g2 white pawn · h2 white pawn · a1 white rook · b1 white knight · c1 white bishop · d1 white queen · e1 white king · f1 white bishop · g1 white knight · h1 white rook | a8 black rook · b8 black knight · c8 black bishop · d8 black queen · e8 black king · f8 black bishop · g8 black knight · h8 black rook · a7 black pawn · b7 black pawn · c7 black pawn · d7 black pawn · e7 black pawn · f7 black pawn · g7 black pawn · h7 black pawn · a2 white pawn · b2 white pawn · c2 white pawn · d2 white pawn · e2 white pawn · f2 white pawn · g2 white pawn · h2 white pawn · a1 white rook · b1 white knight · c1 white bishop · d1 white queen · e1 white king · f1 white bishop · g1 white knight · h1 white rook | a8 black rook · b8 black knight · c8 black bishop · d8 black queen · e8 black king · f8 black bishop · g8 black knight · h8 black rook · a7 black pawn · b7 black pawn · c7 black pawn · d7 black pawn · e7 black pawn · f7 black pawn · g7 black pawn · h7 black pawn · a2 white pawn · b2 white pawn · c2 white pawn · d2 white pawn · e2 white pawn · f2 white pawn · g2 white pawn · h2 white pawn · a1 white rook · b1 white knight · c1 white bishop · d1 white queen · e1 white king · f1 white bishop · g1 white knight · h1 white rook | 4 |
| 3 | a8 black rook · b8 black knight · c8 black bishop · d8 black queen · e8 black king · f8 black bishop · g8 black knight · h8 black rook · a7 black pawn · b7 black pawn · c7 black pawn · d7 black pawn · e7 black pawn · f7 black pawn · g7 black pawn · h7 black pawn · a2 white pawn · b2 white pawn · c2 white pawn · d2 white pawn · e2 white pawn · f2 white pawn · g2 white pawn · h2 white pawn · a1 white rook · b1 white knight · c1 white bishop · d1 white queen · e1 white king · f1 white bishop · g1 white knight · h1 white rook | a8 black rook · b8 black knight · c8 black bishop · d8 black queen · e8 black king · f8 black bishop · g8 black knight · h8 black rook · a7 black pawn · b7 black pawn · c7 black pawn · d7 black pawn · e7 black pawn · f7 black pawn · g7 black pawn · h7 black pawn · a2 white pawn · b2 white pawn · c2 white pawn · d2 white pawn · e2 white pawn · f2 white pawn · g2 white pawn · h2 white pawn · a1 white rook · b1 white knight · c1 white bishop · d1 white queen · e1 white king · f1 white bishop · g1 white knight · h1 white rook | a8 black rook · b8 black knight · c8 black bishop · d8 black queen · e8 black king · f8 black bishop · g8 black knight · h8 black rook · a7 black pawn · b7 black pawn · c7 black pawn · d7 black pawn · e7 black pawn · f7 black pawn · g7 black pawn · h7 black pawn · a2 white pawn · b2 white pawn · c2 white pawn · d2 white pawn · e2 white pawn · f2 white pawn · g2 white pawn · h2 white pawn · a1 white rook · b1 white knight · c1 white bishop · d1 white queen · e1 white king · f1 white bishop · g1 white knight · h1 white rook | a8 black rook · b8 black knight · c8 black bishop · d8 black queen · e8 black king · f8 black bishop · g8 black knight · h8 black rook · a7 black pawn · b7 black pawn · c7 black pawn · d7 black pawn · e7 black pawn · f7 black pawn · g7 black pawn · h7 black pawn · a2 white pawn · b2 white pawn · c2 white pawn · d2 white pawn · e2 white pawn · f2 white pawn · g2 white pawn · h2 white pawn · a1 white rook · b1 white knight · c1 white bishop · d1 white queen · e1 white king · f1 white bishop · g1 white knight · h1 white rook | a8 black rook · b8 black knight · c8 black bishop · d8 black queen · e8 black king · f8 black bishop · g8 black knight · h8 black rook · a7 black pawn · b7 black pawn · c7 black pawn · d7 black pawn · e7 black pawn · f7 black pawn · g7 black pawn · h7 black pawn · a2 white pawn · b2 white pawn · c2 white pawn · d2 white pawn · e2 white pawn · f2 white pawn · g2 white pawn · h2 white pawn · a1 white rook · b1 white knight · c1 white bishop · d1 white queen · e1 white king · f1 white bishop · g1 white knight · h1 white rook | a8 black rook · b8 black knight · c8 black bishop · d8 black queen · e8 black king · f8 black bishop · g8 black knight · h8 black rook · a7 black pawn · b7 black pawn · c7 black pawn · d7 black pawn · e7 black pawn · f7 black pawn · g7 black pawn · h7 black pawn · a2 white pawn · b2 white pawn · c2 white pawn · d2 white pawn · e2 white pawn · f2 white pawn · g2 white pawn · h2 white pawn · a1 white rook · b1 white knight · c1 white bishop · d1 white queen · e1 white king · f1 white bishop · g1 white knight · h1 white rook | a8 black rook · b8 black knight · c8 black bishop · d8 black queen · e8 black king · f8 black bishop · g8 black knight · h8 black rook · a7 black pawn · b7 black pawn · c7 black pawn · d7 black pawn · e7 black pawn · f7 black pawn · g7 black pawn · h7 black pawn · a2 white pawn · b2 white pawn · c2 white pawn · d2 white pawn · e2 white pawn · f2 white pawn · g2 white pawn · h2 white pawn · a1 white rook · b1 white knight · c1 white bishop · d1 white queen · e1 white king · f1 white bishop · g1 white knight · h1 white rook | a8 black rook · b8 black knight · c8 black bishop · d8 black queen · e8 black king · f8 black bishop · g8 black knight · h8 black rook · a7 black pawn · b7 black pawn · c7 black pawn · d7 black pawn · e7 black pawn · f7 black pawn · g7 black pawn · h7 black pawn · a2 white pawn · b2 white pawn · c2 white pawn · d2 white pawn · e2 white pawn · f2 white pawn · g2 white pawn · h2 white pawn · a1 white rook · b1 white knight · c1 white bishop · d1 white queen · e1 white king · f1 white bishop · g1 white knight · h1 white rook | 3 |
| 2 | a8 black rook · b8 black knight · c8 black bishop · d8 black queen · e8 black king · f8 black bishop · g8 black knight · h8 black rook · a7 black pawn · b7 black pawn · c7 black pawn · d7 black pawn · e7 black pawn · f7 black pawn · g7 black pawn · h7 black pawn · a2 white pawn · b2 white pawn · c2 white pawn · d2 white pawn · e2 white pawn · f2 white pawn · g2 white pawn · h2 white pawn · a1 white rook · b1 white knight · c1 white bishop · d1 white queen · e1 white king · f1 white bishop · g1 white knight · h1 white rook | a8 black rook · b8 black knight · c8 black bishop · d8 black queen · e8 black king · f8 black bishop · g8 black knight · h8 black rook · a7 black pawn · b7 black pawn · c7 black pawn · d7 black pawn · e7 black pawn · f7 black pawn · g7 black pawn · h7 black pawn · a2 white pawn · b2 white pawn · c2 white pawn · d2 white pawn · e2 white pawn · f2 white pawn · g2 white pawn · h2 white pawn · a1 white rook · b1 white knight · c1 white bishop · d1 white queen · e1 white king · f1 white bishop · g1 white knight · h1 white rook | a8 black rook · b8 black knight · c8 black bishop · d8 black queen · e8 black king · f8 black bishop · g8 black knight · h8 black rook · a7 black pawn · b7 black pawn · c7 black pawn · d7 black pawn · e7 black pawn · f7 black pawn · g7 black pawn · h7 black pawn · a2 white pawn · b2 white pawn · c2 white pawn · d2 white pawn · e2 white pawn · f2 white pawn · g2 white pawn · h2 white pawn · a1 white rook · b1 white knight · c1 white bishop · d1 white queen · e1 white king · f1 white bishop · g1 white knight · h1 white rook | a8 black rook · b8 black knight · c8 black bishop · d8 black queen · e8 black king · f8 black bishop · g8 black knight · h8 black rook · a7 black pawn · b7 black pawn · c7 black pawn · d7 black pawn · e7 black pawn · f7 black pawn · g7 black pawn · h7 black pawn · a2 white pawn · b2 white pawn · c2 white pawn · d2 white pawn · e2 white pawn · f2 white pawn · g2 white pawn · h2 white pawn · a1 white rook · b1 white knight · c1 white bishop · d1 white queen · e1 white king · f1 white bishop · g1 white knight · h1 white rook | a8 black rook · b8 black knight · c8 black bishop · d8 black queen · e8 black king · f8 black bishop · g8 black knight · h8 black rook · a7 black pawn · b7 black pawn · c7 black pawn · d7 black pawn · e7 black pawn · f7 black pawn · g7 black pawn · h7 black pawn · a2 white pawn · b2 white pawn · c2 white pawn · d2 white pawn · e2 white pawn · f2 white pawn · g2 white pawn · h2 white pawn · a1 white rook · b1 white knight · c1 white bishop · d1 white queen · e1 white king · f1 white bishop · g1 white knight · h1 white rook | a8 black rook · b8 black knight · c8 black bishop · d8 black queen · e8 black king · f8 black bishop · g8 black knight · h8 black rook · a7 black pawn · b7 black pawn · c7 black pawn · d7 black pawn · e7 black pawn · f7 black pawn · g7 black pawn · h7 black pawn · a2 white pawn · b2 white pawn · c2 white pawn · d2 white pawn · e2 white pawn · f2 white pawn · g2 white pawn · h2 white pawn · a1 white rook · b1 white knight · c1 white bishop · d1 white queen · e1 white king · f1 white bishop · g1 white knight · h1 white rook | a8 black rook · b8 black knight · c8 black bishop · d8 black queen · e8 black king · f8 black bishop · g8 black knight · h8 black rook · a7 black pawn · b7 black pawn · c7 black pawn · d7 black pawn · e7 black pawn · f7 black pawn · g7 black pawn · h7 black pawn · a2 white pawn · b2 white pawn · c2 white pawn · d2 white pawn · e2 white pawn · f2 white pawn · g2 white pawn · h2 white pawn · a1 white rook · b1 white knight · c1 white bishop · d1 white queen · e1 white king · f1 white bishop · g1 white knight · h1 white rook | a8 black rook · b8 black knight · c8 black bishop · d8 black queen · e8 black king · f8 black bishop · g8 black knight · h8 black rook · a7 black pawn · b7 black pawn · c7 black pawn · d7 black pawn · e7 black pawn · f7 black pawn · g7 black pawn · h7 black pawn · a2 white pawn · b2 white pawn · c2 white pawn · d2 white pawn · e2 white pawn · f2 white pawn · g2 white pawn · h2 white pawn · a1 white rook · b1 white knight · c1 white bishop · d1 white queen · e1 white king · f1 white bishop · g1 white knight · h1 white rook | 2 |
| 1 | a8 black rook · b8 black knight · c8 black bishop · d8 black queen · e8 black king · f8 black bishop · g8 black knight · h8 black rook · a7 black pawn · b7 black pawn · c7 black pawn · d7 black pawn · e7 black pawn · f7 black pawn · g7 black pawn · h7 black pawn · a2 white pawn · b2 white pawn · c2 white pawn · d2 white pawn · e2 white pawn · f2 white pawn · g2 white pawn · h2 white pawn · a1 white rook · b1 white knight · c1 white bishop · d1 white queen · e1 white king · f1 white bishop · g1 white knight · h1 white rook | a8 black rook · b8 black knight · c8 black bishop · d8 black queen · e8 black king · f8 black bishop · g8 black knight · h8 black rook · a7 black pawn · b7 black pawn · c7 black pawn · d7 black pawn · e7 black pawn · f7 black pawn · g7 black pawn · h7 black pawn · a2 white pawn · b2 white pawn · c2 white pawn · d2 white pawn · e2 white pawn · f2 white pawn · g2 white pawn · h2 white pawn · a1 white rook · b1 white knight · c1 white bishop · d1 white queen · e1 white king · f1 white bishop · g1 white knight · h1 white rook | a8 black rook · b8 black knight · c8 black bishop · d8 black queen · e8 black king · f8 black bishop · g8 black knight · h8 black rook · a7 black pawn · b7 black pawn · c7 black pawn · d7 black pawn · e7 black pawn · f7 black pawn · g7 black pawn · h7 black pawn · a2 white pawn · b2 white pawn · c2 white pawn · d2 white pawn · e2 white pawn · f2 white pawn · g2 white pawn · h2 white pawn · a1 white rook · b1 white knight · c1 white bishop · d1 white queen · e1 white king · f1 white bishop · g1 white knight · h1 white rook | a8 black rook · b8 black knight · c8 black bishop · d8 black queen · e8 black king · f8 black bishop · g8 black knight · h8 black rook · a7 black pawn · b7 black pawn · c7 black pawn · d7 black pawn · e7 black pawn · f7 black pawn · g7 black pawn · h7 black pawn · a2 white pawn · b2 white pawn · c2 white pawn · d2 white pawn · e2 white pawn · f2 white pawn · g2 white pawn · h2 white pawn · a1 white rook · b1 white knight · c1 white bishop · d1 white queen · e1 white king · f1 white bishop · g1 white knight · h1 white rook | a8 black rook · b8 black knight · c8 black bishop · d8 black queen · e8 black king · f8 black bishop · g8 black knight · h8 black rook · a7 black pawn · b7 black pawn · c7 black pawn · d7 black pawn · e7 black pawn · f7 black pawn · g7 black pawn · h7 black pawn · a2 white pawn · b2 white pawn · c2 white pawn · d2 white pawn · e2 white pawn · f2 white pawn · g2 white pawn · h2 white pawn · a1 white rook · b1 white knight · c1 white bishop · d1 white queen · e1 white king · f1 white bishop · g1 white knight · h1 white rook | a8 black rook · b8 black knight · c8 black bishop · d8 black queen · e8 black king · f8 black bishop · g8 black knight · h8 black rook · a7 black pawn · b7 black pawn · c7 black pawn · d7 black pawn · e7 black pawn · f7 black pawn · g7 black pawn · h7 black pawn · a2 white pawn · b2 white pawn · c2 white pawn · d2 white pawn · e2 white pawn · f2 white pawn · g2 white pawn · h2 white pawn · a1 white rook · b1 white knight · c1 white bishop · d1 white queen · e1 white king · f1 white bishop · g1 white knight · h1 white rook | a8 black rook · b8 black knight · c8 black bishop · d8 black queen · e8 black king · f8 black bishop · g8 black knight · h8 black rook · a7 black pawn · b7 black pawn · c7 black pawn · d7 black pawn · e7 black pawn · f7 black pawn · g7 black pawn · h7 black pawn · a2 white pawn · b2 white pawn · c2 white pawn · d2 white pawn · e2 white pawn · f2 white pawn · g2 white pawn · h2 white pawn · a1 white rook · b1 white knight · c1 white bishop · d1 white queen · e1 white king · f1 white bishop · g1 white knight · h1 white rook | a8 black rook · b8 black knight · c8 black bishop · d8 black queen · e8 black king · f8 black bishop · g8 black knight · h8 black rook · a7 black pawn · b7 black pawn · c7 black pawn · d7 black pawn · e7 black pawn · f7 black pawn · g7 black pawn · h7 black pawn · a2 white pawn · b2 white pawn · c2 white pawn · d2 white pawn · e2 white pawn · f2 white pawn · g2 white pawn · h2 white pawn · a1 white rook · b1 white knight · c1 white bishop · d1 white queen · e1 white king · f1 white bishop · g1 white knight · h1 white rook | 1 |
|   | a | b | c | d | e | f | g | h |   |

Șahul este jucat pe o tablă de șah care este împărțită în 64 pătrățele (8x8) de culori alternative, similară cu cea folosită pentru jocul „dame”. Nu contează care sunt culorile exacte de pe tablă, pătrățele de culoare deschise la culoare se numesc „albe”, iar cele de culoare închisă se numesc negre. Șaisprezece piese „albe” și șaisprezece piese „negre” sunt așezate pe tablă la începutul jocului. Tabla este pusă în așa fel încât la cel mai apropiat colț din dreapta al fiecărui jucător să se afle un pătrățel alb. Fiecare jucător controlează șaisprezece piese:
| Piesa   | Rege    | Damă | Turn | Nebun | Cal | Pion |
| ------- | ------- | ---- | ---- | ----- | --- | ---- |
| Număr   | 1       | 1    | 2    | 2     | 2   | 8    |
| Valoare | Supremă | 9    | 5    | 3     | 3   | 1    |
| Simbol  |         |      |      |       |     |      |

La începutul jocului piesele sunt aranjate ca în diagrama din dreapta. Al doilea șir al fiecărui jucător cuprinde opt pioni; orizontala de lângă fiecare jucător conține celelalte piese. Fraze populare sunt folosite pentru a înțelege structura, mai ales în rândul cluburilor începătorilor, acestea sunt „dama pe culoarea ei” și „albul în dreapta”. Ultima se referă la faptul că pătrățelul din colțul cel mai apropiat din dreapta trebuie să fie alb.

## Identificarea pătrățelelor
Fiecare câmp de pe tabla de șah este identificat cu un cuplu unic dintr-o literă și un număr. Șirurile verticale — denumite coloane, (8) — sunt marcate cu litere de la a la h, de la stânga albului (flancul damei) la dreapta albului (flancul regelui). Similar, șirurile orizontale — denumite linii, (8) — sunt numerotate de la 1 la 8, începând de la orizontala de lângă alb. Deci, fiecare pătrățel de pe tablă este identificat cu litera verticalei și numărul orizontalei. Regele alb, de exemplu, începe jocul de pe pătrățelul e1, iar un cal negru de pe b8, de unde poate muta pe a6 sau c6.

## Jocul
Fiecare jucător deține controlul a uneia din cele două seturi de piese colorate. Albul mută primul și, ca în mai multe jocuri pe tablă, jucătorii mută succesiv. Facerea unei mutări este obligatorie, nu este permis să se „paseze”. Jocul continuă până când un rege este mat, un jucător cedează, sau se ajunge la remiză. În plus, dacă se joacă cu controlul timpului, jucătorul care depășește timpul limită pierde jocul.
Regulile oficiale ale șahului nu includ o procedură care să determine cine joacă cu albele. În schimb, această decizie este determinată de regulile specifice ale competiției sportive respective. În cazul unei partide dinafara turneelor, se folosește tragerea la sorți.

### Mutările

#### Mutări de bază
Fiecare piesă de șah are propriul său stil de a muta. Mutările sunt făcute pe pătrățelele vacante, exceptând cazurile de capturare a piesei adversarului.
Cu excepția calului, piesele nu pot sări una peste alta. Când o piesă este capturată, piesa atacantă ia locul piesei inamice (excepție făcând capturarea en passant). Piesa capturată este scoasă din joc și nu poate reveni pe tablă. Regele poate fi pus în șah, dar nu poate fi capturat.
- Regele poate muta exact un pătrățel pe orizontală, verticală sau diagonală. De asemenea, fiecare rege poate face o mutare specială, numită rocadă, o singură dată în cursul unei partide.
- Turnul mută orice număr de pătrățele libere pe verticală sau orizontală. De asemenea este deplasat și la rocadă.
- Nebunul mută orice număr de pătrățele libere - de aceeasi culoare - in diagonala .
- Dama poate muta orice număr de pătrățele libere pe diagonala , orizontală sau verticală.
- Calul mută în formă de „L”, două pătrățele pe verticală sau orizontală plus un pătrățel pe direcția transversală.
- Pionii au cele mai complexe reguli de mutări:
  - Un pion poate fi mutat înainte un pătrățel, dacă pătrățelul respectiv nu este ocupat. Dacă încă nu a fost mutat deloc, pionul are opțiunea de a muta două pătrățele înainte. Un pion nu poate muta înapoi.
  - Pionii sunt singurele piese care capturează diferit de cum mută. Ei pot captura o piesă inamică, aflată pe pătrățelul vecin de pe diagonală și doar înainte, pionul neputând captura înapoi.

Pionul are două mutări speciale, en passant și promovarea.

#### Rocada
Rocada constă în mutarea regelui două pătrățele în direcția turnului, urmată de mișcarea turnului peste rege și așezarea lui lângă el. Rocada este permisă doar dacă următoarele condiții sunt respectate:
1. Regele și turnul înainte de a efectua rocada nu au făcut alte mutări;
2. Nu sunt piese între rege și turn;
3. Regele nu este în poziție de șah, pătrățelele pe care mută regele și turnul nu sunt atacate;
4. Regele și turnul sunt pe aceeași linie.[3]

#### En passant
|   | a                                                                | b                                                                | c                                                                | d                                                                | e                                                                | f                                                                | g                                                                | h                                                                |   |
| 8 | f7 black circle · f6 black cross · f5 black pawn · g5 white pawn | f7 black circle · f6 black cross · f5 black pawn · g5 white pawn | f7 black circle · f6 black cross · f5 black pawn · g5 white pawn | f7 black circle · f6 black cross · f5 black pawn · g5 white pawn | f7 black circle · f6 black cross · f5 black pawn · g5 white pawn | f7 black circle · f6 black cross · f5 black pawn · g5 white pawn | f7 black circle · f6 black cross · f5 black pawn · g5 white pawn | f7 black circle · f6 black cross · f5 black pawn · g5 white pawn | 8 |
| 7 | f7 black circle · f6 black cross · f5 black pawn · g5 white pawn | f7 black circle · f6 black cross · f5 black pawn · g5 white pawn | f7 black circle · f6 black cross · f5 black pawn · g5 white pawn | f7 black circle · f6 black cross · f5 black pawn · g5 white pawn | f7 black circle · f6 black cross · f5 black pawn · g5 white pawn | f7 black circle · f6 black cross · f5 black pawn · g5 white pawn | f7 black circle · f6 black cross · f5 black pawn · g5 white pawn | f7 black circle · f6 black cross · f5 black pawn · g5 white pawn | 7 |
| 6 | f7 black circle · f6 black cross · f5 black pawn · g5 white pawn | f7 black circle · f6 black cross · f5 black pawn · g5 white pawn | f7 black circle · f6 black cross · f5 black pawn · g5 white pawn | f7 black circle · f6 black cross · f5 black pawn · g5 white pawn | f7 black circle · f6 black cross · f5 black pawn · g5 white pawn | f7 black circle · f6 black cross · f5 black pawn · g5 white pawn | f7 black circle · f6 black cross · f5 black pawn · g5 white pawn | f7 black circle · f6 black cross · f5 black pawn · g5 white pawn | 6 |
| 5 | f7 black circle · f6 black cross · f5 black pawn · g5 white pawn | f7 black circle · f6 black cross · f5 black pawn · g5 white pawn | f7 black circle · f6 black cross · f5 black pawn · g5 white pawn | f7 black circle · f6 black cross · f5 black pawn · g5 white pawn | f7 black circle · f6 black cross · f5 black pawn · g5 white pawn | f7 black circle · f6 black cross · f5 black pawn · g5 white pawn | f7 black circle · f6 black cross · f5 black pawn · g5 white pawn | f7 black circle · f6 black cross · f5 black pawn · g5 white pawn | 5 |
| 4 | f7 black circle · f6 black cross · f5 black pawn · g5 white pawn | f7 black circle · f6 black cross · f5 black pawn · g5 white pawn | f7 black circle · f6 black cross · f5 black pawn · g5 white pawn | f7 black circle · f6 black cross · f5 black pawn · g5 white pawn | f7 black circle · f6 black cross · f5 black pawn · g5 white pawn | f7 black circle · f6 black cross · f5 black pawn · g5 white pawn | f7 black circle · f6 black cross · f5 black pawn · g5 white pawn | f7 black circle · f6 black cross · f5 black pawn · g5 white pawn | 4 |
| 3 | f7 black circle · f6 black cross · f5 black pawn · g5 white pawn | f7 black circle · f6 black cross · f5 black pawn · g5 white pawn | f7 black circle · f6 black cross · f5 black pawn · g5 white pawn | f7 black circle · f6 black cross · f5 black pawn · g5 white pawn | f7 black circle · f6 black cross · f5 black pawn · g5 white pawn | f7 black circle · f6 black cross · f5 black pawn · g5 white pawn | f7 black circle · f6 black cross · f5 black pawn · g5 white pawn | f7 black circle · f6 black cross · f5 black pawn · g5 white pawn | 3 |
| 2 | f7 black circle · f6 black cross · f5 black pawn · g5 white pawn | f7 black circle · f6 black cross · f5 black pawn · g5 white pawn | f7 black circle · f6 black cross · f5 black pawn · g5 white pawn | f7 black circle · f6 black cross · f5 black pawn · g5 white pawn | f7 black circle · f6 black cross · f5 black pawn · g5 white pawn | f7 black circle · f6 black cross · f5 black pawn · g5 white pawn | f7 black circle · f6 black cross · f5 black pawn · g5 white pawn | f7 black circle · f6 black cross · f5 black pawn · g5 white pawn | 2 |
| 1 | f7 black circle · f6 black cross · f5 black pawn · g5 white pawn | f7 black circle · f6 black cross · f5 black pawn · g5 white pawn | f7 black circle · f6 black cross · f5 black pawn · g5 white pawn | f7 black circle · f6 black cross · f5 black pawn · g5 white pawn | f7 black circle · f6 black cross · f5 black pawn · g5 white pawn | f7 black circle · f6 black cross · f5 black pawn · g5 white pawn | f7 black circle · f6 black cross · f5 black pawn · g5 white pawn | f7 black circle · f6 black cross · f5 black pawn · g5 white pawn | 1 |
|   | a                                                                | b                                                                | c                                                                | d                                                                | e                                                                | f                                                                | g                                                                | h                                                                |   |

Dacă pionul jucătorului A mută două pătrățele și pionul jucătorului B are un pion pe a cincea linie și pe linia vecină, pionul lui B poate captura pionul lui A ca și cum pionul lui A a mutat doar un pătrățel. Această capturare poate fi făcută doar imediat la mutarea următoare. În acest exemplu o capturare en passant scoate de pe tablă pionul negru, iar pionul alb poate muta pe pătrățelul f6 marcat cu „x”.

#### Promovarea pionului
Dacă un pion ajunge pe linia a opta, acesta este promovat în damă, turn, nebun sau cal de aceeași culoare, alegerea fiind la discreția jucătorului (de obicei este aleasă dama). Alegerea nu este limitată de piesele capturate anterior. Teoretic, un jucător poate avea maxim nouă dame sau zece turnuri, nebuni sau cai. Dacă piesa dorită nu este la îndemână, jucătorul ar trebui să cheme arbitrul să-i dea piesa.

#### Șahul
|   | a                                                                                   | b                                                                                   | c                                                                                   | d                                                                                   | e                                                                                   | f                                                                                   | g                                                                                   | h                                                                                   |   |
| 8 | d6 black king · f6 black bishop · h5 black knight · f3 white king · g3 white bishop | d6 black king · f6 black bishop · h5 black knight · f3 white king · g3 white bishop | d6 black king · f6 black bishop · h5 black knight · f3 white king · g3 white bishop | d6 black king · f6 black bishop · h5 black knight · f3 white king · g3 white bishop | d6 black king · f6 black bishop · h5 black knight · f3 white king · g3 white bishop | d6 black king · f6 black bishop · h5 black knight · f3 white king · g3 white bishop | d6 black king · f6 black bishop · h5 black knight · f3 white king · g3 white bishop | d6 black king · f6 black bishop · h5 black knight · f3 white king · g3 white bishop | 8 |
| 7 | d6 black king · f6 black bishop · h5 black knight · f3 white king · g3 white bishop | d6 black king · f6 black bishop · h5 black knight · f3 white king · g3 white bishop | d6 black king · f6 black bishop · h5 black knight · f3 white king · g3 white bishop | d6 black king · f6 black bishop · h5 black knight · f3 white king · g3 white bishop | d6 black king · f6 black bishop · h5 black knight · f3 white king · g3 white bishop | d6 black king · f6 black bishop · h5 black knight · f3 white king · g3 white bishop | d6 black king · f6 black bishop · h5 black knight · f3 white king · g3 white bishop | d6 black king · f6 black bishop · h5 black knight · f3 white king · g3 white bishop | 7 |
| 6 | d6 black king · f6 black bishop · h5 black knight · f3 white king · g3 white bishop | d6 black king · f6 black bishop · h5 black knight · f3 white king · g3 white bishop | d6 black king · f6 black bishop · h5 black knight · f3 white king · g3 white bishop | d6 black king · f6 black bishop · h5 black knight · f3 white king · g3 white bishop | d6 black king · f6 black bishop · h5 black knight · f3 white king · g3 white bishop | d6 black king · f6 black bishop · h5 black knight · f3 white king · g3 white bishop | d6 black king · f6 black bishop · h5 black knight · f3 white king · g3 white bishop | d6 black king · f6 black bishop · h5 black knight · f3 white king · g3 white bishop | 6 |
| 5 | d6 black king · f6 black bishop · h5 black knight · f3 white king · g3 white bishop | d6 black king · f6 black bishop · h5 black knight · f3 white king · g3 white bishop | d6 black king · f6 black bishop · h5 black knight · f3 white king · g3 white bishop | d6 black king · f6 black bishop · h5 black knight · f3 white king · g3 white bishop | d6 black king · f6 black bishop · h5 black knight · f3 white king · g3 white bishop | d6 black king · f6 black bishop · h5 black knight · f3 white king · g3 white bishop | d6 black king · f6 black bishop · h5 black knight · f3 white king · g3 white bishop | d6 black king · f6 black bishop · h5 black knight · f3 white king · g3 white bishop | 5 |
| 4 | d6 black king · f6 black bishop · h5 black knight · f3 white king · g3 white bishop | d6 black king · f6 black bishop · h5 black knight · f3 white king · g3 white bishop | d6 black king · f6 black bishop · h5 black knight · f3 white king · g3 white bishop | d6 black king · f6 black bishop · h5 black knight · f3 white king · g3 white bishop | d6 black king · f6 black bishop · h5 black knight · f3 white king · g3 white bishop | d6 black king · f6 black bishop · h5 black knight · f3 white king · g3 white bishop | d6 black king · f6 black bishop · h5 black knight · f3 white king · g3 white bishop | d6 black king · f6 black bishop · h5 black knight · f3 white king · g3 white bishop | 4 |
| 3 | d6 black king · f6 black bishop · h5 black knight · f3 white king · g3 white bishop | d6 black king · f6 black bishop · h5 black knight · f3 white king · g3 white bishop | d6 black king · f6 black bishop · h5 black knight · f3 white king · g3 white bishop | d6 black king · f6 black bishop · h5 black knight · f3 white king · g3 white bishop | d6 black king · f6 black bishop · h5 black knight · f3 white king · g3 white bishop | d6 black king · f6 black bishop · h5 black knight · f3 white king · g3 white bishop | d6 black king · f6 black bishop · h5 black knight · f3 white king · g3 white bishop | d6 black king · f6 black bishop · h5 black knight · f3 white king · g3 white bishop | 3 |
| 2 | d6 black king · f6 black bishop · h5 black knight · f3 white king · g3 white bishop | d6 black king · f6 black bishop · h5 black knight · f3 white king · g3 white bishop | d6 black king · f6 black bishop · h5 black knight · f3 white king · g3 white bishop | d6 black king · f6 black bishop · h5 black knight · f3 white king · g3 white bishop | d6 black king · f6 black bishop · h5 black knight · f3 white king · g3 white bishop | d6 black king · f6 black bishop · h5 black knight · f3 white king · g3 white bishop | d6 black king · f6 black bishop · h5 black knight · f3 white king · g3 white bishop | d6 black king · f6 black bishop · h5 black knight · f3 white king · g3 white bishop | 2 |
| 1 | d6 black king · f6 black bishop · h5 black knight · f3 white king · g3 white bishop | d6 black king · f6 black bishop · h5 black knight · f3 white king · g3 white bishop | d6 black king · f6 black bishop · h5 black knight · f3 white king · g3 white bishop | d6 black king · f6 black bishop · h5 black knight · f3 white king · g3 white bishop | d6 black king · f6 black bishop · h5 black knight · f3 white king · g3 white bishop | d6 black king · f6 black bishop · h5 black knight · f3 white king · g3 white bishop | d6 black king · f6 black bishop · h5 black knight · f3 white king · g3 white bishop | d6 black king · f6 black bishop · h5 black knight · f3 white king · g3 white bishop | 1 |
|   | a                                                                                   | b                                                                                   | c                                                                                   | d                                                                                   | e                                                                                   | f                                                                                   | g                                                                                   | h                                                                                   |   |

Când jucătorul face o mutare care amenință regele adversar cu capturarea, se spune că regele este în șah. Definiția șahului este că una sau mai multe piese adversare ar putea teoretic să captureze regele la mutarea următoare (deși regele nu poate fi niciodată capturat). Dacă regele unui jucător se află în șah jucătorul trebuie să facă o mutare care elimină amenințarea capturării; un jucător nu-și poate niciodată lăsa regele în șah. Căile posibile de a elimina posibilitatea capturării sunt:
- Mutarea regelui pe un pătrățel neatacat de o piesă adversă;
- Capturarea piesei atacante (chiar și cu regele, dar doar în cazul în care acesta nu trece pe un pătrățel atacat);
- Interpunerea unei piese proprii intre piesa atacantă a adversarului și regele propriu. Excepție fac situațiile în care piesa atacantă este calul (acesta putând sări peste piese, pentru a ataca).

În cazul șahului dublu, când sunt două piese care atacă regele, doar mutarea regelui poate scoate regele din șah; regele poate captura o piesă inamică.
În jocurile libere, este uzual să spui șah când ataci regele adversarului. În orice caz, în competițiile oficiale șahul este rar anunțat.
Un jucător nu poate face nici o mutare care să pună regele propriu în șah, chiar dacă piesa care atacă nu poate muta datorită unei legături. De asemenea de menționat că un jucător nu-și poate pune regele pe un pătrățel vecin cu regele adversar, deoarece aceasta ar însemna de asemenea punerea regelui propriu în șah.

## Sfârșitul jocului

### Matul
|   | a | b | c | d | e | f | g | h |   |
| 8 | e8 black king · h5 black rook · f2 white pawn · g2 white pawn · f1 white rook · g1 white king · h1 black queen | e8 black king · h5 black rook · f2 white pawn · g2 white pawn · f1 white rook · g1 white king · h1 black queen | e8 black king · h5 black rook · f2 white pawn · g2 white pawn · f1 white rook · g1 white king · h1 black queen | e8 black king · h5 black rook · f2 white pawn · g2 white pawn · f1 white rook · g1 white king · h1 black queen | e8 black king · h5 black rook · f2 white pawn · g2 white pawn · f1 white rook · g1 white king · h1 black queen | e8 black king · h5 black rook · f2 white pawn · g2 white pawn · f1 white rook · g1 white king · h1 black queen | e8 black king · h5 black rook · f2 white pawn · g2 white pawn · f1 white rook · g1 white king · h1 black queen | e8 black king · h5 black rook · f2 white pawn · g2 white pawn · f1 white rook · g1 white king · h1 black queen | 8 |
| 7 | e8 black king · h5 black rook · f2 white pawn · g2 white pawn · f1 white rook · g1 white king · h1 black queen | e8 black king · h5 black rook · f2 white pawn · g2 white pawn · f1 white rook · g1 white king · h1 black queen | e8 black king · h5 black rook · f2 white pawn · g2 white pawn · f1 white rook · g1 white king · h1 black queen | e8 black king · h5 black rook · f2 white pawn · g2 white pawn · f1 white rook · g1 white king · h1 black queen | e8 black king · h5 black rook · f2 white pawn · g2 white pawn · f1 white rook · g1 white king · h1 black queen | e8 black king · h5 black rook · f2 white pawn · g2 white pawn · f1 white rook · g1 white king · h1 black queen | e8 black king · h5 black rook · f2 white pawn · g2 white pawn · f1 white rook · g1 white king · h1 black queen | e8 black king · h5 black rook · f2 white pawn · g2 white pawn · f1 white rook · g1 white king · h1 black queen | 7 |
| 6 | e8 black king · h5 black rook · f2 white pawn · g2 white pawn · f1 white rook · g1 white king · h1 black queen | e8 black king · h5 black rook · f2 white pawn · g2 white pawn · f1 white rook · g1 white king · h1 black queen | e8 black king · h5 black rook · f2 white pawn · g2 white pawn · f1 white rook · g1 white king · h1 black queen | e8 black king · h5 black rook · f2 white pawn · g2 white pawn · f1 white rook · g1 white king · h1 black queen | e8 black king · h5 black rook · f2 white pawn · g2 white pawn · f1 white rook · g1 white king · h1 black queen | e8 black king · h5 black rook · f2 white pawn · g2 white pawn · f1 white rook · g1 white king · h1 black queen | e8 black king · h5 black rook · f2 white pawn · g2 white pawn · f1 white rook · g1 white king · h1 black queen | e8 black king · h5 black rook · f2 white pawn · g2 white pawn · f1 white rook · g1 white king · h1 black queen | 6 |
| 5 | e8 black king · h5 black rook · f2 white pawn · g2 white pawn · f1 white rook · g1 white king · h1 black queen | e8 black king · h5 black rook · f2 white pawn · g2 white pawn · f1 white rook · g1 white king · h1 black queen | e8 black king · h5 black rook · f2 white pawn · g2 white pawn · f1 white rook · g1 white king · h1 black queen | e8 black king · h5 black rook · f2 white pawn · g2 white pawn · f1 white rook · g1 white king · h1 black queen | e8 black king · h5 black rook · f2 white pawn · g2 white pawn · f1 white rook · g1 white king · h1 black queen | e8 black king · h5 black rook · f2 white pawn · g2 white pawn · f1 white rook · g1 white king · h1 black queen | e8 black king · h5 black rook · f2 white pawn · g2 white pawn · f1 white rook · g1 white king · h1 black queen | e8 black king · h5 black rook · f2 white pawn · g2 white pawn · f1 white rook · g1 white king · h1 black queen | 5 |
| 4 | e8 black king · h5 black rook · f2 white pawn · g2 white pawn · f1 white rook · g1 white king · h1 black queen | e8 black king · h5 black rook · f2 white pawn · g2 white pawn · f1 white rook · g1 white king · h1 black queen | e8 black king · h5 black rook · f2 white pawn · g2 white pawn · f1 white rook · g1 white king · h1 black queen | e8 black king · h5 black rook · f2 white pawn · g2 white pawn · f1 white rook · g1 white king · h1 black queen | e8 black king · h5 black rook · f2 white pawn · g2 white pawn · f1 white rook · g1 white king · h1 black queen | e8 black king · h5 black rook · f2 white pawn · g2 white pawn · f1 white rook · g1 white king · h1 black queen | e8 black king · h5 black rook · f2 white pawn · g2 white pawn · f1 white rook · g1 white king · h1 black queen | e8 black king · h5 black rook · f2 white pawn · g2 white pawn · f1 white rook · g1 white king · h1 black queen | 4 |
| 3 | e8 black king · h5 black rook · f2 white pawn · g2 white pawn · f1 white rook · g1 white king · h1 black queen | e8 black king · h5 black rook · f2 white pawn · g2 white pawn · f1 white rook · g1 white king · h1 black queen | e8 black king · h5 black rook · f2 white pawn · g2 white pawn · f1 white rook · g1 white king · h1 black queen | e8 black king · h5 black rook · f2 white pawn · g2 white pawn · f1 white rook · g1 white king · h1 black queen | e8 black king · h5 black rook · f2 white pawn · g2 white pawn · f1 white rook · g1 white king · h1 black queen | e8 black king · h5 black rook · f2 white pawn · g2 white pawn · f1 white rook · g1 white king · h1 black queen | e8 black king · h5 black rook · f2 white pawn · g2 white pawn · f1 white rook · g1 white king · h1 black queen | e8 black king · h5 black rook · f2 white pawn · g2 white pawn · f1 white rook · g1 white king · h1 black queen | 3 |
| 2 | e8 black king · h5 black rook · f2 white pawn · g2 white pawn · f1 white rook · g1 white king · h1 black queen | e8 black king · h5 black rook · f2 white pawn · g2 white pawn · f1 white rook · g1 white king · h1 black queen | e8 black king · h5 black rook · f2 white pawn · g2 white pawn · f1 white rook · g1 white king · h1 black queen | e8 black king · h5 black rook · f2 white pawn · g2 white pawn · f1 white rook · g1 white king · h1 black queen | e8 black king · h5 black rook · f2 white pawn · g2 white pawn · f1 white rook · g1 white king · h1 black queen | e8 black king · h5 black rook · f2 white pawn · g2 white pawn · f1 white rook · g1 white king · h1 black queen | e8 black king · h5 black rook · f2 white pawn · g2 white pawn · f1 white rook · g1 white king · h1 black queen | e8 black king · h5 black rook · f2 white pawn · g2 white pawn · f1 white rook · g1 white king · h1 black queen | 2 |
| 1 | e8 black king · h5 black rook · f2 white pawn · g2 white pawn · f1 white rook · g1 white king · h1 black queen | e8 black king · h5 black rook · f2 white pawn · g2 white pawn · f1 white rook · g1 white king · h1 black queen | e8 black king · h5 black rook · f2 white pawn · g2 white pawn · f1 white rook · g1 white king · h1 black queen | e8 black king · h5 black rook · f2 white pawn · g2 white pawn · f1 white rook · g1 white king · h1 black queen | e8 black king · h5 black rook · f2 white pawn · g2 white pawn · f1 white rook · g1 white king · h1 black queen | e8 black king · h5 black rook · f2 white pawn · g2 white pawn · f1 white rook · g1 white king · h1 black queen | e8 black king · h5 black rook · f2 white pawn · g2 white pawn · f1 white rook · g1 white king · h1 black queen | e8 black king · h5 black rook · f2 white pawn · g2 white pawn · f1 white rook · g1 white king · h1 black queen | 1 |
|   | a | b | c | d | e | f | g | h |   |

Dacă regele unui jucător este pus în șah și nu este nici o mutare legală de scăpare a regelui din șah, se spune că regele a primit mat, jocul este terminat, iar jucătorul respectiv pierde. Spre deosebire de celelalte piese, regele nu poate fi niciodată capturat deoarece matul termină jocul (Burgess 2000:457).
Diagrama din dreapta arată o poziție tipică de mat. Regele alb este atacat de dama neagră; fiecare pătrățele pe care regele ar putea muta este de asemenea atacat. El nu poate bate dama, deoarece ar fi în acest caz atacat de turn

### Cedarea
Orice jucător poate ceda oricând, iar în acest caz adversarul câștigă jocul. Acest lucru are loc în mod normal când jucătorul crede că pierde partida. Un jucător poate ceda ori spunând asta, ori indicând pe tabelul cu scoruri în oricare din trei moduri: (1) scriind „cedează” sau (2) scriind „1—0” dacă negrul cedează sau „0—1” dacă albul cedează (Schiller 2003:21). Înclinarea în jos a regelui de asemenea indică cedarea, dar metoda nu este utilizată frecvent. Oprirea ceasurilor nu este o indicare a cedării, întrucât ceasurile pot fi oprite la cererea arbitrului. O ofertă de strângere de mână nu este necesară pentru cedare, întrucât un jucător ar putea crede că este o propunere de remiză (Just & Burg 2003:29).

### Remiza  / patul
|   | a                                                                | b                                                                | c                                                                | d                                                                | e                                                                | f                                                                | g                                                                | h                                                                |   |
| 8 | c8 black king · d5 white queen · e5 white bishop · e3 white king | c8 black king · d5 white queen · e5 white bishop · e3 white king | c8 black king · d5 white queen · e5 white bishop · e3 white king | c8 black king · d5 white queen · e5 white bishop · e3 white king | c8 black king · d5 white queen · e5 white bishop · e3 white king | c8 black king · d5 white queen · e5 white bishop · e3 white king | c8 black king · d5 white queen · e5 white bishop · e3 white king | c8 black king · d5 white queen · e5 white bishop · e3 white king | 8 |
| 7 | c8 black king · d5 white queen · e5 white bishop · e3 white king | c8 black king · d5 white queen · e5 white bishop · e3 white king | c8 black king · d5 white queen · e5 white bishop · e3 white king | c8 black king · d5 white queen · e5 white bishop · e3 white king | c8 black king · d5 white queen · e5 white bishop · e3 white king | c8 black king · d5 white queen · e5 white bishop · e3 white king | c8 black king · d5 white queen · e5 white bishop · e3 white king | c8 black king · d5 white queen · e5 white bishop · e3 white king | 7 |
| 6 | c8 black king · d5 white queen · e5 white bishop · e3 white king | c8 black king · d5 white queen · e5 white bishop · e3 white king | c8 black king · d5 white queen · e5 white bishop · e3 white king | c8 black king · d5 white queen · e5 white bishop · e3 white king | c8 black king · d5 white queen · e5 white bishop · e3 white king | c8 black king · d5 white queen · e5 white bishop · e3 white king | c8 black king · d5 white queen · e5 white bishop · e3 white king | c8 black king · d5 white queen · e5 white bishop · e3 white king | 6 |
| 5 | c8 black king · d5 white queen · e5 white bishop · e3 white king | c8 black king · d5 white queen · e5 white bishop · e3 white king | c8 black king · d5 white queen · e5 white bishop · e3 white king | c8 black king · d5 white queen · e5 white bishop · e3 white king | c8 black king · d5 white queen · e5 white bishop · e3 white king | c8 black king · d5 white queen · e5 white bishop · e3 white king | c8 black king · d5 white queen · e5 white bishop · e3 white king | c8 black king · d5 white queen · e5 white bishop · e3 white king | 5 |
| 4 | c8 black king · d5 white queen · e5 white bishop · e3 white king | c8 black king · d5 white queen · e5 white bishop · e3 white king | c8 black king · d5 white queen · e5 white bishop · e3 white king | c8 black king · d5 white queen · e5 white bishop · e3 white king | c8 black king · d5 white queen · e5 white bishop · e3 white king | c8 black king · d5 white queen · e5 white bishop · e3 white king | c8 black king · d5 white queen · e5 white bishop · e3 white king | c8 black king · d5 white queen · e5 white bishop · e3 white king | 4 |
| 3 | c8 black king · d5 white queen · e5 white bishop · e3 white king | c8 black king · d5 white queen · e5 white bishop · e3 white king | c8 black king · d5 white queen · e5 white bishop · e3 white king | c8 black king · d5 white queen · e5 white bishop · e3 white king | c8 black king · d5 white queen · e5 white bishop · e3 white king | c8 black king · d5 white queen · e5 white bishop · e3 white king | c8 black king · d5 white queen · e5 white bishop · e3 white king | c8 black king · d5 white queen · e5 white bishop · e3 white king | 3 |
| 2 | c8 black king · d5 white queen · e5 white bishop · e3 white king | c8 black king · d5 white queen · e5 white bishop · e3 white king | c8 black king · d5 white queen · e5 white bishop · e3 white king | c8 black king · d5 white queen · e5 white bishop · e3 white king | c8 black king · d5 white queen · e5 white bishop · e3 white king | c8 black king · d5 white queen · e5 white bishop · e3 white king | c8 black king · d5 white queen · e5 white bishop · e3 white king | c8 black king · d5 white queen · e5 white bishop · e3 white king | 2 |
| 1 | c8 black king · d5 white queen · e5 white bishop · e3 white king | c8 black king · d5 white queen · e5 white bishop · e3 white king | c8 black king · d5 white queen · e5 white bishop · e3 white king | c8 black king · d5 white queen · e5 white bishop · e3 white king | c8 black king · d5 white queen · e5 white bishop · e3 white king | c8 black king · d5 white queen · e5 white bishop · e3 white king | c8 black king · d5 white queen · e5 white bishop · e3 white king | c8 black king · d5 white queen · e5 white bishop · e3 white king | 1 |
|   | a                                                                | b                                                                | c                                                                | d                                                                | e                                                                | f                                                                | g                                                                | h                                                                |   |

Partida se termină cu remiză dacă există oricare din următoarele condiții:
- Jocul devine automat remiză dacă regele nu este în șah, dar nu poate face nici o mutare legală. Această situație se numește pat. Un exemplu cu o astfel de poziție se află în diagrama din dreapta.
- Nici unul dintre jucători nu are suficient material pentru a da mat, de exemplu dacă pe tablă au rămas doar un nebun și un rege de o culoare contra unui rege și a unui cal de cealaltă culoare sau dacă pe tablă au rămas doar regii.
- Ambii jucători sunt de acord cu remiza după ce unul dintre jucători face o asemenea ofertă.
- În 50 de mutări nu s-a capturat nicio piesă și nu s-a mutat niciun pion.
- O poziție se repetă de trei ori.
- Regele primește șah în continuu, fără a se putea opune, dar și fără a i se putea da mat. Această situație se numește șah perpetuu sau șah etern.

### Controlul timpului
O partidă este jucată cu controlul timpului. Cea mai obișnuită metodă de control al timpului este următoarea: fiecare jucător are câte un ceas cu un buton pe el, ceasurile adversarilor sunt legate între ele. Când un jucător se gândește la mutare ceasul său merge, iar ceasul adversarului stă pe loc, după ce jucătorul respectiv mută, el apasă pe ceasul său, în felul acesta oprește ceasul său și îl pornește pe al adversarului. Primul care apasă pe ceas este negrul. Jucătorul căruia îi expiră timpul pierde partida.

## Reguli de competiție
Aceste reguli sunt puse în practică în jocurile pe tablă. Sunt reguli speciale pentru șahul prin corespondență, șahul blitz, șahul la calculator și jucătorii cu handicap.

### Actul mutării pieselor
Mutarea pieselor este făcută cu o mână. După ce jucătorul pune mâna pe o piesă, jucătorul este obligat să joace cu piesa respectivă (dacă are o mutare legală). Când este rocadă, jucătorul trebuie întâi să meargă cu regele cu o mână și apoi să miște turnul cu aceeași mână (Schiller 2003:19–20).
În cazul promovării pionului, dacă jucătorul mută pionul pe linia a opta, jucătorul trebuie să promoveze pionul. După ce pionul a fost mutat, jucătorul poate atinge orice piesă care nu se află pe tablă, iar promovarea nu este finalizată până noua piesă nu este pusă pe pătrățelul promovării (Just & Burg 2003:18,22).

### Regula atingerii pieselor
În jocul serios, dacă un jucător a atins o piesă, acesta este obligat s-o mute, cu excepția cazului în care piesa respectivă nu poate face nici o mutare legală. Dacă jucătorul a atins o piesă a adversarului atunci acesta este obligat să o captureze în cazul în care aceasta poate fi capturată. Dacă nici una din piesele atinse nu pot fi mutate sau capturate nu se penalizează, ci se permite mutarea cu altă piesă.
Când este rocadă, regele trebuie să fie prima piesă atinsă. Dacă jucătorul atinge regele și turnul în același timp, jucătorul trebuie să facă rocada cu turnul respectiv, dacă mutarea este legală. Dacă jucătorul termină de mutat două pătrățele cu regele fără a atinge turnul, jucătorul trebuie să mute și turnul pentru a încheia rocada, dacă aceasta este legală. Dacă un jucător începe o rocadă ilegală, trebuie făcută o altă mutare legală cu regele, dacă este posibil, inclusiv rocada cu un celălalt turn (Schiller 2003:20).
În cazul promovării pionului, promovarea nu este completă până când noua piesă nu este pusă pe pătrățel.
Dacă un jucător are de gând să atingă o piesă cu intenția de a o fixa mai bine în pătrățel, jucătorul trebuie întâi să-și anunțe adversarul despre intenția sa spunând „aranjez”. Odată ce partida a început doar jucătorul care este la mutare poate atinge piesele de pe tablă (Schiller 2003:19–20).